# Sbarro
Sbarro («Сба́рро») — американская сеть пиццерий, ориентированная на американский вариант итальянской кухни, прежде всего — пиццу в нью-йоркском стиле. В сеть входит около 800 точек в 33 странах мира, в основном — по программе франчайзинга, торговые марки точек — «Sbarro», «Mama Sbarro», «Carmela’s». Заведения в основном реализованы в формате быстрого питания и располагаются на фуд-кортах торговых центров, в аэропортах, но также есть рестораны и в отдельно стоящих зданиях.
Основана как продовольственный магазин в Бруклине в 1956 году четой Дженнаро и Кармеллой Сбарро, эмигрировавшей в США из Неаполя. Вскоре были открыты магазины в других районах Нью-Йорка, а в 1970 году открылась первая пиццерия в торговом центре, позднее открыты точки в других местах в стране и в мире. С 1996 по 2019 годы была представлена в России.
В 2007 году сеть поглощена частным фондом MidOcean Partners. В 2011 году компания подала заявление о банкротстве, к этому моменту была пятой по величине сетью пиццерий в США; в том же году суд утвердил план оздоровления компании, в результате его выполнения было закрыто 25 точек.